# Dumitru Berbece

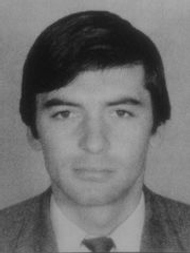
Dumitru Berbece

Dumitru Berbece (* 2. Januar 1961 in Dămienești) ist ein ehemaliger rumänischer Handballspieler.
Er spielte ab 1979 für Steaua Bukarest. Mit dem Club aus der Hauptstadt wurde er elfmal rumänischer Meister und gewann dreimal den rumänischen Pokal. Nach der Rumänischen Revolution 1989 wechselte er zur SG Leutershausen in die Handball-Bundesliga und wurde 1991/92 deutscher Vize-Meister. Danach spielte er für ein Jahr in Valencia und schließlich war er bis 1997 Spielertrainer bei einem drittklassigen Verein in Deutschland.
Für die rumänische Nationalmannschaft bestritt Berbece 208 Länderspiele, in denen er 684 Tore erzielte. Bei den Olympischen Spielen 1984 in Los Angeles gewann er mit Rumänien die Bronzemedaille, wobei er nur im Gruppenspiel gegen Algerien eingesetzt wurde. Bei der Weltmeisterschaft 1986 wurde er mit Rumänien Neunter. Erfolgreicher verlief die Weltmeisterschaft 1990, bei der die Rumänen Bronze gewinnen konnten. 1992 nahm Berbece an seinen zweiten Olympischen Spielen teil. In Barcelona wurde Rumänien Achter. 1995 wurde die rumänische Nationalmannschaft bei der Weltmeisterschaft Zehnter.
Nach seiner aktiven Laufbahn wurde Berbece Trainer. Er betreute die SG Leutershausen, den TV Schriesheim, HCM Brașov und Corona Brașov (Frauen).